# Liste der Träger des Bayerischen Verdienstordens/I

## I
1. Bernhard Ilschner (1928–2006) (verliehen am 18. Juni 1975)
2. Ludwig Imhof, Bundesbahnbetriebsinspektor (verliehen am 28. Juni 1984)
3. Sebastian Imhof, Ministerialdirigent a. D. (verliehen am 17. Mai 1963)
4. Stefan Imhof (1870–1963), Obermedizinalrat a. D. (verliehen am 15. Dezember 1959)
5. Wilhelm Imhof, Direktor (verliehen am 5. Juni 1968)
6. Hans Imler, Regierungsdirektor a. D. (verliehen am 23. Juni 1962)
7. Angela Inselkammer, Präsidentin des Bayerischen Hotel- und Gaststättenverbandes DEHOGA Bayern e. V. (verliehen am 27. Juni 2018)
8. Franz Inselkammer (1902–1986), Brauereibesitzer (verliehen am 24. Juni 1982)
9. Franz Inselkammer (1935–2024), Brauereibesitzer (verliehen am 16. Juli 2002)
10. Dirk Ippen (* 1940), Verleger (verliehen 1992)
11. Eberhard Irlinger (* 1945), Landtagsabgeordneter, Landrat des Landkreises Erlangen-Höchstadt von 2002 bis 2014 (verliehen am 20. Juni 2001)
12. Willy Irlinger (1915–1987), Landtagsabgeordneter (verliehen am 5. Juni 1968)
13. Heinrich Iro (* 1956), Hals-Nasen-Ohren-Mediziner (verliehen am 8. Juli 2021)
14. Simon Irschl (* 1879 oder 1880), Domkapitular i. R., Prälat (verliehen am 30. Mai 1973)
15. Johanna Ittner (1932–2024), Erste Vorsitzende des Bayerischen Landesausschusses für Hauswirtschaft (verliehen am 7. Juli 1999)